# Разлука (ноктюрн)
«Разлука» (фр. La Séparation) — один из первых в русской музыке ноктюрнов, написанный М. И. Глинкой в 1839 году. Посвящён сестре композитора Елизавете Ивановне. Проникнутый элегическими настроениями, ноктюрн с его напевной мелодией во многом близок созданным Глинкой романсам.

## История
В 1839 году Глинка, временно отойдя от работы над оперой «Руслан и Людмила», написал ряд вокальных, оркестровых и фортепианных произведений, в том числе два ноктюрна. В своих «Записках» (завершённых в 1855 году) сам композитор вспоминал об этом следующим образом: «Для сестры Елисаветы Ивановны, бывшей тогда с полуглухонемым племянником Соболевским в Петербурге, написал я ноктюрн La séparation (f-moll) для фортепьяно. Принялся также за другой ноктюрн Le regret, но его не кончил, а тему употребил в 1840 году для романса „Не требуй песен от певца“». Поводом, вероятно, стало то, что сестра композитора, Е. И. Глинка (1810—1850; в замужестве Флёри), собиралась уезжать из Петербурга. Тогда же, в 1839 году, ноктюрн был издан фирмой «Одеон».
Первое, прижизненное издание ноктюрна не сохранилось, поэтому адресат посвящения известен только из этой записи самого композитора. Наиболее раннее из сохранившихся изданий ноктюрна — приложение к журналу «Музыкальный и театральный вестник» за 1858 год.

## Общая характеристика
Ноктюрн «Разлука» написан для фортепиано. Он имеет трёхчастную репризную форму с кодой; размер — 6/8; тональность — фа минор. Музыковеды сходятся в том, что в этой пьесе Глинка проявил себя как зрелый мастер. Т. Н. Ливанова и В. В. Протопопов пишут о ноктюрне «Разлука», что это «одно из характернейших лирических сочинений Глинки тридцатых годов».
Нередко отмечается, что в композиции «Разлуки» сказалось влияние знаменитого пианиста Джона Фильда, у которого Глинка брал уроки и который прославился в первую очередь именно фортепианными ноктюрнами. Так, К. А. Кузнецов «выводит весь фортепьянный стиль великого русского композитора из ноктюрнов Фильда», находя в «Разлуке» типичный образец фильдовского стиля. С этим мнением полемизирует А. А. Николаев, полагающий, что Кузнецов не заметил и должным образом не оценил оригинальности и самобытности созданного Глинкой ноктюрна. Сам Николаев видит в «Разлуке» «характерный русский „бытовой романс для фортепьяно“» и считает, что как бы сам Глинка ни ценил пианизм Фильда, это не является основанием рассматривать его собственную фортепианную музыку как подражание ирландскому композитору, поскольку в его произведениях царит «русская песенность». Так, если Фильд стремится всячески расцветить основную тему «инструментальными колоратурами», то Глинка максимально углубляет её лирическое содержание. «Русский лирический колорит» в глинковском ноктюрне несомненен и для А. Г. Лароша, относящего его к числу наиболее оригинальных фортепианных пьес Глинки. Что касается романсного начала, то оно, по мнению К. В. Зенкина, подчёркивается в том числе и характерным названием — «Разлука»; Зенкин характеризует глинковский ноктюрн как «самый настоящий „русский романс без слов“». Романсовую природу мелодики ноктюрна подтверждает и характерный для Глинки аккомпанемент в форме разложенных арпеджио. Примечательно, что в приведённой выше цитате из «Записок» Глинка сам говорит о близком родстве своих инструментальных и романсовых мелодий.
А. И. Тимченко-Быхун, говоря о Глинке как о создателе музыкальной поэтики русской элегии, называет ноктюрн «Разлука» «квинтэссенцией элегической образности». Средством выражения элегического настроения становятся нисходящие секунды (интонации «вздоха»), на которых строится как главная тема, так и её развитие. Наибольшей концентрации они достигают в коде, сливаясь в хроматические ходы, проводимые во всех голосах: после временного «просветления» в середине пьесы к её концу вновь нарастает эмоциональное напряжение (А. Д. Алексеев описывает характер коды как «сумрачно-патетический»).

## Влияние
«Разлука» — одно из первых в русской музыке произведений в жанре ноктюрна и первое, получившее широкую известность. А. Д. Алексеев называет его «первым классическим образцом русского ноктюрна». В. И. Музалевский считает, что его «проникновенная лирика» оказала влияние на последующее развитие русской фортепианной музыки. В частности, оно отразилось в таких пьесах, как «Баркарола» (ор. 30) А. Рубинштейна и «Романс» П. Чайковского (ор. 5); примечательно, что обе написаны в той же тональности, что и «Разлука». Музалевский полагает также, что благодаря Глинке жанр ноктюрна утвердился в русском музыкальном творчестве и получил дальнейшую разработку.
Отдельные приёмы, использованные Глинкой в «Разлуке» (в частности, подголосочное мелодическое развитие), впоследствии широко практиковались в русской фортепианной музыке такими композиторами, как Чайковский, Лядов, Рахманинов. По мнению А. Е. Майкапара, в пьесах, подобных «Разлуке», Глинка «не только обобщает лучшие черты фортепианной лирики первой половины XIX века, но и прокладывает путь в будущее, к лирическому стилю П. Чайковского».

## Переложения
Помимо оригинальной фортепианной композиции, существуют многочисленные переложения «Разлуки» для разных инструментов. Наиболее популярны обработки для виолончели и для трио виолончели, скрипки и фортепиано. Известны также переложения для фортепианного трио, для кларнета, фагота, валторны и т. п.

## Комментарии
1. ↑  Двойное — русское и французское — название дал ноктюрну сам композитор[1].
2. ↑  Перед тем Глинка обращался к жанру ноктюрна лишь в 1828 году, т.е. 11 лет назад[4].
3. ↑  Ему предшествовали, в частности, ноктюрны А. И. Лизогуба и написанный в 1828 году самим Глинкой ноктюрн Es-dur «для фортепиано или арфы»)[20][12].